# Stanley Wells
Sir Stanley William Wells (Kingston upon Hull, 21 maggio 1930) è un critico letterario e anglista britannico.

## Biografia
Figlio di Doris e Stanley Cecil Wells, ha frequentato la grammar school della natia Kingston upon Hull prima di conseguire la laurea in letteratura inglese all'University College London. Dopo aver insegnato per qualche anno nell'Hampshire, si è trasferito a Stratford-upon-Avon e ha conseguito il dottorato di ricerca all'Università di Birmingham nel 1961. Tra i maggiori studiosi shakespeariani della sua generazione, ha diretto il Shakespeare Institute dal 1988 al 1997 ed è presidente onorario del Shakespeare Birthplace Trust. Nel 2016 ha ricevuto la President's Medal della British Academy per i suoi contributi allo studio dell'opera di Shakespeare e nello stesso anno è stato nominato Knight Bachelor da Elisabetta II del Regno Unito.
Oltre ad aver scritto diverse monografie sulla vita e le opere di Shakespeare, ha curato le edizione critiche di numerose tragedie, commedie e drammi storici shakespeariani per la Oxford University Press; queste edizioni, scritte in collaborazione con William Montgomery, Gary Taylor e John Jowett, sono state pubblicate anche in Italia, nella racconta in quattro volumi di Bompiani William Shakespeare. Tutte le opere. Nel 2023 la sua edizione critica dei sonetti, scritta a quattro mani con Paul Edmondson, è stata pubblicata in Italia da Carrocci.
È stato sposato con la scrittrice Susan Hill dal 1975 alla separazione nel 2013; la coppia ha avuto due figlie.

## Opere (parziale)
- (EN) Re-Editing Shakespeare for the Modern Reader, Oxford University Press, 1984, ISBN 978-0198129349.
- (EN) Shakespeare: For All Time, Macmillan, 2003, ISBN 978-0333904992.
- (EN) Shakespeare & Co., Penguin, 2007, ISBN 978-0141017136.
- (EN) Shakespeare, Sex, and Love, Oxford University Press, 2010, ISBN 978-0199578597.
- (EN) William Shakespeare: A Very Short Introduction, Oxford University Press, ISBN 978-0198718628.
- (EN) Great Shakespeare Actors: Burbage to Branagh, Oxford University Press, 2015, ISBN 978-0198703297.
- (EN) Shakespeare's Tragedies: A Very Short Introduction, Oxford University Press, 2017, ISBN 978-0198785293.
- (EN) What Was Shakespeare Really Like?, Cambridge University Press, 2023, ISBN 978-1009340373.